# Charles Daly

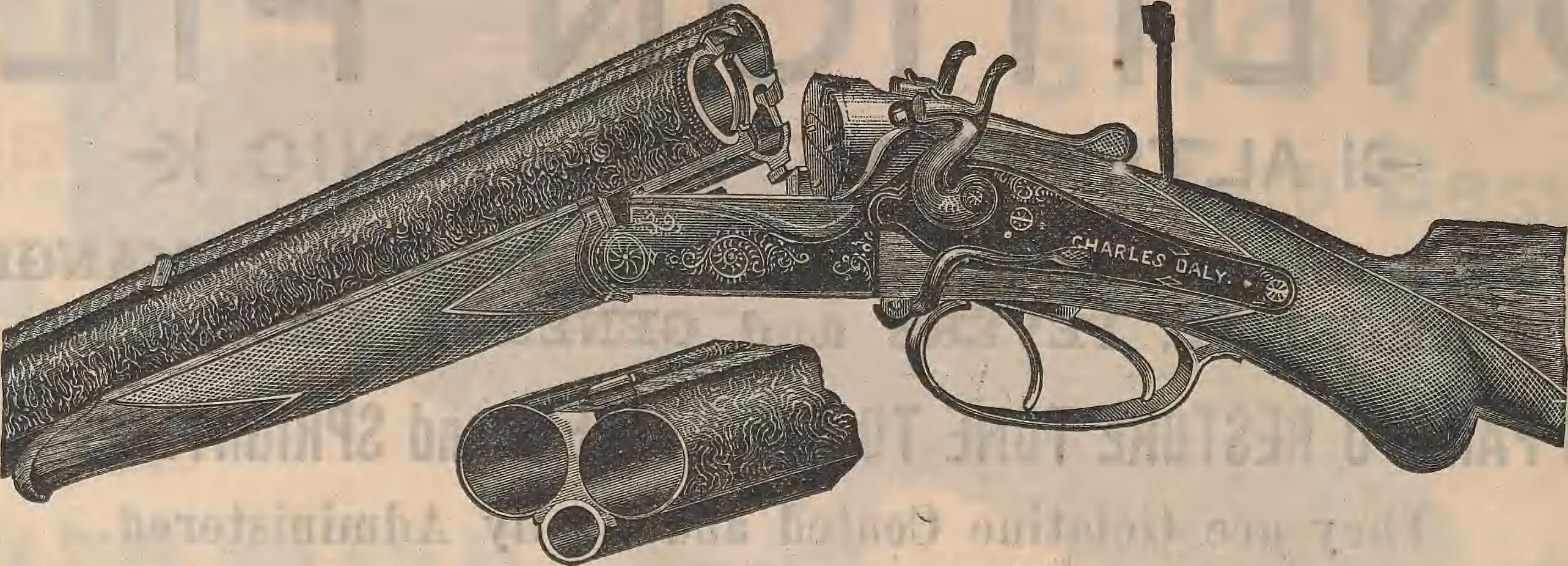
Broń marki Charles Daly, grafika z lat 70. XIX wieku

Charles Daly – amerykańskie przedsiębiorstwo produkujące broń strzelecką.
Firma powstała w 1865 roku w Nowym Jorku jako warsztat rusznikarski Schoverling & Daly założony przez Augusta Shoverlinga i Charlesa Daly. Spółka ta wkrótce zaczęła też importować broń z Europy. W 1873 roku do spółki dołączył Joseph Gales, a nazwę warsztatu zmieniono na Schoverling, Daly & Gales. W 1875 firma ta zarejestrowała markę Daly. Spółka zajmowała się głównie importem do Stanów Zjednoczonych strzelb wytwarzanych w pruskich fabrykach Heyma, Lindnera, Sauera i Schillera, angielskiej Jolleya i belgijskiej Neumanna.
W 1919 roku wspólnicy sprzedali Schoverling, Daly & Gales firmie Sloan's Sporting Goods. Nowy właściciel zmienił nazwę firmy na Charles Daly & Company. W następnych latach Charles Daly nadal importowała broń, głównie strzelby Miroku, Beretta, Bernardelli i Garbi. W 1976 roku firma Charles Daly została zakupiona przez firmę Outdoor Sports Inc która rozszerzyła jej ofertę o repliki broni czarnoprochowej, celowniki optyczne i sprzęt myśliwski.
W 1996 roku właścicielem firmy Charles Daly została hurtownia Jerry's Sports Center Inc. Po kilku miesiącach sprzedała ona prawa do marki i znaku handlowego Daly firmie KBI. W 1997 roku pojawiły się pierwsze wzory broni śrutowej sprzedawanej pod marka Daly, w 1998 roku ofertę rozszerzono o pistolety, a w 2008 roku powstał oddział Charles Daly Defence oferujący karabiny i karabinku, klony M16/M4.